# マシュトラ

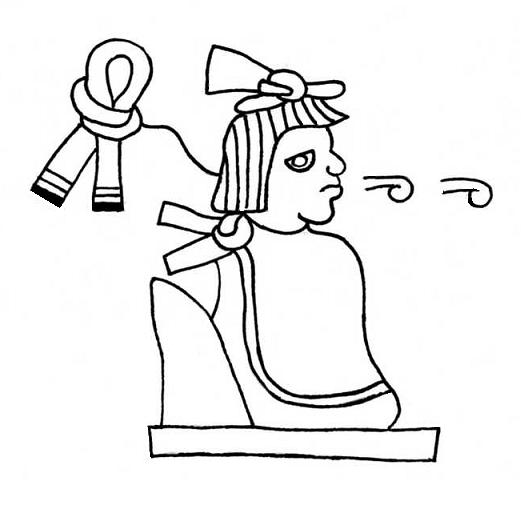
ショロトル絵文書のマシュトラ

マシュトラ（Maxtla）あるいはマシュトラトル（Maxtlatl、1428年没）は、テパネカの中心的な都市国家であるアスカポツァルコの最後のトラトアニ（統治者、在位1426-1428年）。テノチティトラン、テスココ、トラコパンによるアステカ三国同盟（アステカ帝国）によって滅ぼされた。

## 生涯
アスカポツァルコは14世紀後半以降マシュトラの父であるテソソモクによって統治され、メキシコ盆地一帯に大きな勢力を持っていた。テソソモクは政略結婚によって多くの妻と子を持ったが、征服した重要な都市は息子たちによって治めさせ、それほど重要でない都市についてはその統治者に娘を嫁がせた。
マシュトラは南のコヨアカンの君主であった。
テソソモクは1426年に死んだ。テソソモクは子のタヤウ（タヤツィン）を後継者に指定していた。テノチティトランの当時のトラトアニであるチマルポポカは母方の祖父がテソソモクであり、この後継を支持した。しかしマシュトラはテノチティトランに敵対的であり、タヤウから政権を奪って自らがアスカポツァルコのトラトアニに即位した。マシュトラは恐怖政治を敷いた。それから間もなくチマルポポカはおそらくテパネカの手の者によって暗殺された。これ以降テノチティトランとアスカポツァルコは敵対するようになる。
1427年、テノチティトランではチマルポポカにかわって経験豊富なイツコアトルがトラトアニに即位し、アスカポツァルコに対抗するために、父のイシュトリルショチトルをテソソモクに殺されたテスココのネサワルコヨトル、およびテパネカ内部のマシュトラのライバルだったトラコパンのトトキワストリと同盟を結んだ。
1428年、テノチティトラン・テスココ・トラコパンの同盟は戦いを起こしてアスカポツァルコを攻め滅ぼした。